# Vlag van Loenen (Stichtse Vecht)

Vlag van de gemeente Loenen (tot 2011)

De vlag van Loenen was de gemeentevlag van de Utrechtse gemeente Loenen. Het was een logovlag die door het gemeentebestuur werd gebruikt. Logovlaggen worden niet opgenomen in het vlaggenregister van de Hoge Raad van Adel omdat ze zich niet aan de regels van de vlaggenleer houden. De geschiedenis en symboliek van het logo is onbekend.
Op 1 januari 2011 is Loenen opgegaan in de gemeente Stichtse Vecht. De vlag is daardoor als gemeentevlag komen te vervallen.
Amerongen 
· Benschop 
· Breukelen 
· Doorn 
· Driebergen-Rijsenburg 
· Harmelen 
· Jutphaas 
· Kamerik 
· Kockengen 
· Leersum 
· Linschoten 
· Loenen 
· Loosdrecht 
· Maarn 
· Maarssen 
· Maartensdijk 
· Mijdrecht 
· Polsbroek 
· Snelrewaard 
· Stoutenburg 
· Vianen 
· Vinkeveen en Waverveen 
· Vleuten-De Meern 
· Vreeswijk 
· Wilnis 
· Zegveld 
· Zuilen